# Виковаро
Викова̀ро (на италиански: Vicovaro, на местен диалект Vicuàru, Викуару) е малко градче и община в Централна Италия, провинция Рим, регион Лацио. Разположено е на 300 m надморска височина. Населението на общината е 4108 души (към 2010 г.).